# Rzeżuśnia
Rzeżuśnia (daw. Rzerzuśnia) – wieś w Polsce położona w województwie małopolskim, w powiecie miechowskim, w gminie Gołcza.
Na terenie wsi działa jednostka Ochotniczej Straży Pożarnej założona w 1927 roku.
Do 1954 roku istniała gmina Rzerzuśnia. W latach 1975–1998 miejscowość administracyjnie należała do województwa krakowskiego. Integralne części miejscowości: Folwark, Kamieniec, Obarka.
Przez Rzeżuśnię płynie rzeka Gołczanka, która jest prawym dopływem Szreniawy.